# Чемпионат Германии по фигурному катанию 2019
Чемпионат Германии по фигурному катанию 2019 (нем. Deutsche Meisterschaften im Eiskunstlaufen 2019) — соревнование по фигурному катанию среди спортсменов Германии сезона 2018—2019 годов.
Спортсмены соревновались в мужском и женском одиночном катании, парном фигурном катании, в спортивных танцах на льду и среди команд по синхронному фигурному катанию.
Чемпионат состоялся в столице федеральной земли Баден-Вюртемберг Штутгарт на катке стадиона Ледовый мир с 22 по 23 декабря 2018 года.
Это был второй чемпионат по фигурному катанию Германии который принимал этот город. Впервые чемпионат прошёл здесь четыре года назад.

## Результаты

### Мужчины
| Место | Имена              | Регион           | Сумма баллов | SP | SP    | FS | FS     |
| ----- | ------------------ | ---------------- | ------------ | -- | ----- | -- | ------ |
| 1     | Пауль Фенц         | Берлин           | 211.49       | 1  | 76.41 | 1  | 135.08 |
| 2     | Томас Штоль        | Берлин           | 180.84       | 2  | 61.22 | 2  | 119.62 |
| 3     | Каталин Димитреску | Бавария          | 165.01       | 3  | 56.94 | 3  | 108.07 |
| 4     | Фабиан Пионтек     | Бавария          | 147.22       | 4  | 48.34 | 4  | 98.88  |
| WD    | Даве Кёттинг       | Баден-Вюртемберг |              |    |       |    |        |

- WD — спортсмен снялся с соревнований.

### Женщины
| Место | Фигуристка          | Регион                  | Сумма баллов | SP | SP    | FS | FS     |
| ----- | ------------------- | ----------------------- | ------------ | -- | ----- | -- | ------ |
| 1     | Николь Шотт         | Северный Рейн-Вестфалия | 167.67       | 1  | 62.59 | 1  | 105.08 |
| 2     | Натали Вайнцирль    | Баден-Вюртемберг        | 155.91       | 2  | 60.38 | 3  | 95.53  |
| 3     | Анн-Кристин Марольд | Бавария                 | 143.71       | 5  | 42.70 | 2  | 101.01 |
| 4     | Алисса Шайдт        | Бавария                 | 143.14       | 3  | 52.74 | 4  | 90.40  |
| 5     | Кристина Исаев      | Баден-Вюртемберг        | 138.90       | 4  | 50.24 | 5  | 88.66  |
| 6     | Ясмин Люгерт        | Баден-Вюртемберг        | 101.74       | 6  | 36.39 | 6  | 65.35  |
| 7     | Целина Гёбель       | Северный Рейн-Вестфалия | 95.96        | 7  | 36.14 | 7  | 59.82  |

### Спортивные пары
| Место | Спортсмены                         | Регион | Сумма баллов | SD | SD    | FD | FD     |
| ----- | ---------------------------------- | ------ | ------------ | -- | ----- | -- | ------ |
| 1     | Минерва Фабьен Хазе / Нолан Зегерт | Берлин | 174.69       | 1  | 66.86 | 2  | 107.83 |
| 2     | Анника Гокке / Рубен Бломмерт      | Берлин | 169.37       | 2  | 57.03 | 1  | 112.34 |

### Танцы на льду
| Место | Спортсмены                         | Регион                  | Сумма баллов | SD | SD    | FD | FD     |
| ----- | ---------------------------------- | ----------------------- | ------------ | -- | ----- | -- | ------ |
| 1     | Шари Кох / Кристиан Нюхтерн        | Северный Рейн-Вестфалия | 181.72       | 1  | 71.14 | 1  | 110.58 |
| 2     | Катарина Мюллер / Тим Дик          | Северный Рейн-Вестфалия | 176.40       | 2  | 70.21 | 3  | 106.19 |
| 3     | Дженнифер Урбан / Беньямин Штеффан | Берлин/Саксония         | 176.35       | 3  | 66.55 | 2  | 109.80 |